# Faith Cherotich
Faith Cherotich (13 luglio 2004) è un'ostacolista keniana, vincitrice della medaglia di bronzo ai campionati del mondo 2023 e ai Giochi olimpici di Parigi 2024 nei 3000 m siepi. Ha vinto anche due medaglie ai mondiali under 20, di bronzo nel 2021 a Nairobi e d'oro 2022 a Cali sempre nei 3000 m siepi.

## Progressione

### 3000 metri siepi
| Stagione | Misura  | Luogo    | Data      | Rank. Mond. |
| -------- | ------- | -------- | --------- | ----------- |
| 2023     | 9'00"69 | Budapest | 27-8-2023 |             |
| 2022     | 9'06"14 | Zurigo   | 8-9-2022  |             |
| 2021     | 9'33"02 | Nairobi  | 3-7-2021  |             |
| 2020     | 11'08"3 | Nairobi  | 5-3-2020  |             |

## Palmarès
| Anno | Manifestazione    | Sede     | Evento         | Risultato | Prestazione | Note                          |
| ---- | ----------------- | -------- | -------------- | --------- | ----------- | ----------------------------- |
| 2021 | Mondiali U20      | Nairobi  | 3000 m siepi   | Bronzo    | 9'44"76     | [ 1 ]                         |
| 2022 | Mondiali          | Cali     | 3000 m siepi   | Oro       | 9'16"14     | [ 2 ]                         |
| 2023 | Mondiali di cross | Bathurst | Corsa juniores | 4ª        | 21'10"      |                               |
| 2023 | Mondiali di cross | Bathurst | A squadre      | Argento   | 22 pt.      |                               |
| 2023 | Mondiali          | Budapest | 3000 m siepi   | Bronzo    | 9'00"69     | [ 3 ]                         |
| 2024 | Giochi olimpici   | Parigi   | 3000 m siepi   | Bronzo    | 8'55"15     | Miglior prestazione personale |

## Altre competizioni internazionali
2022
- 4ª al Memorial Van Damme, ( Bruxelles), 3000 metri siepi - 9'09"63
- Bronzo al Weltklasse Zürich, ( Zurigo), 3000 metri siepi - 9'06"14

2023
- Bronzo al Doha Diamond League, ( Doha), 3000 metri siepi - 9'06"43
- Bronzo al Weltklasse Zürich ( Zurigo), 3000 metri siepi - 9'07"59
- Bronzo al Prefontaine Classic ( Eugene), 3000 m siepi - 8'59"65

2024
- Argento alla Xiamen Diamond League ( Xiamen), 3000 m siepi - 9'05"49
- Bronzo al Prefontaine Classic ( Eugene), 3000 m siepi - 9'04"45
- Bronzo al Golden Gala Pietro Mennea ( Roma), 3000 m siepi - 8'57"65
- Oro al Memorial Van Damme ( Bruxelles), 3000 m siepi - 9'02"36
- Vincitrice della Diamond League nella specialità dei 3000 m siepi

2025
- Oro al Doha Diamond League ( Doha), 3000 m siepi - 9'05"08
- Oro ai Bislett Games ( Oslo), 3000 m siepi - 9'02"60
- Oro al Meeting de Paris ( Parigi), 3000 m siepi - 8'53"37
- Argento al Prefontaine Classic ( Eugene), 3000 m siepi - 8'48"71

## Riconoscimenti
- Atleta mondiale emergente dell'anno (2023)